# 미쓰이 스미토모 건설
미쓰이 스미토모 건설 주식회사(三井住友建設, Sumitomo Mitsui Construction Co., Ltd.)는 일본 도쿄도 주오구에 본사를 둔 대기업 (準大手) 종합 건설이다. 미쓰이 그룹과 스미토모 그룹이 건설사를 합병하여 세운 유일한 종합 건설사이다. 합병시 존속 회사는 미쓰이 건설(三井建設)이다.

## 연혁

### 미쓰이 건설 회사
- 1887년 5월 - 니시모토구미 (이후 미쓰이 건설(주) 창업)
- 1941년 10월 - 주식회사 니시모토구미(西本組) 창립
- 1945년 5월 – 미쓰이 건설 공업 주식회사로 상호 변경.
- 1952년 6월 - 미쓰이 건설 주식회사로 상호 변경.
- 1962년 2월 - 도쿄 증권거래소 2부에 상장.
- 1963년 8월 - 도쿄 증권거래소 1부 지정.

### 스미토모 건설 주식회사
- 1876년 3월 - 스미토모 벳시 동광을 산출 토목 쪽 (이후 스미토모 건설 주식회사) 설립.
- 1950년 3월 - 과도한 경제력 집중 배제 법 에 의해 금속 부문 (현 스미토모 금속광산 주식회사), 토목 건축 부문, 가구 부문 (니이 하마 다이마루 · 2001년 폐점)을 분리하고, 토목 건축 부문 식별자 건설 주식회사 설립.
- 1962년 6월 - 도쿄 증권거래소 2부에 상장.
- 1962년 10월 – 주식회사 스구로구미(勝呂組)를 합병하고 상호를 스미토모 건설 주식회사로 변경.
- 1963년 9월 - 오사카 증권거래소 2부에 상장.
- 1965년 8월 - 도쿄 · 오사카 증권거래소 1부 지정.

### 미쓰이 스미토모 건설 주식회사
- 2003년 4월 – 미쓰이 건설이 스미토모 건설을 합병하고 미쓰이 스미토모 건설 주식회사로 상호 변경.
- 2008년 5월 - 오사카 증권거래소 상장 폐지.

## 사건

### 더미 데이터 변조
이 회사가 시공한 파크시티 라라 요코하마 항타 데이터에서 허위가 발견되었다. (실제 시공은 히타치 하이 테크놀로지가 1차 하청으로 도급받아 아사히 건축 자재에 2차 하청을 했다.) 이에 따라 2016년 1월에 엉터리 공사 관리가 원인이 되어 국토교통성의 입찰 공사에 1개월 응찰 수 없는 지명 정지 처분을 받았다.

### 2015년 교량 사고
2015년 9월 16일, 에히메현 이마바리시 후후루야 치사키에서 국토교통성 시코쿠 지방 정비 국 마츠야마 하천 국도 사무소가 발주한 아사쿠라 제2 고가교 상부 공사에서 교각을 발송 공법으로 가설하는 과정에서 콘크리트 교각이 떨어지는 사고가 발생했다.

### 2016년 교량 사고
2016년 4월 22일 16시 30분경 요코가와 브릿지사와의 컨소시엄이 시공하는 신메이신 고속도로의 아리마강 교량 공사 현장에서 자리 낙하 사고가 발생해 2명이 숨지고 8명이 부상당했다.